# Condiloma acuminat
La berruga genital o condiloma acuminat o berruga venèria (o, menys sovint, berruga acuminada o papil·loma veneri) és una malaltia de transmissió sexual altament contagiosa causada per alguns subtipus de virus del papil·loma humà (VPH). Es propaga a través de contacte directe de pell a pell durant les relacions sexuals amb una parella infectada. Les berrugues són el símptoma més fàcilment recognoscible de la infecció genital pel VPH, on els tipus 6 i 11 són responsables del 90% dels casos de berrugues genitals. Mentre que de les persones infectades amb el VPH genital s'estima que només un "petit percentatge" (entre l'1% i el 5%) desenvoluparan berrugues genitals, les persones infectades encara poden transmetre el virus. Altres tipus de VPH també causen càncer cervical i probablement el càncer anal, però és important subratllar que els tipus de VPH que causen la immensa majoria de les berrugues genitals no són els mateixos que poden potencialment augmentar el risc de càncer genital o anal. Segons alguns estudis i amb notables diferències socials i geogràfiques, la incidència anual del condiloma acuminat pot arribar a un ~45% entre els 14 i els 19 anys.
És una afecció que es coneix, almenys, des dels temps d'Hipòcrates de Quios. Fins a l'any 1907 no es va comprovar la seva etiologia vírica.

## Transmissió
La transmissió d'aquest virus es produeix durant les relacions sexuals amb penetració (vaginal, anal) o sense; la transmissió orogenital és poc freqüent. El contacte directe per la pell és la forma més eficaç de transmissió. El virus no es transmet pels fluids com la sang o el semen. Es calcula que un 60% de les parelles de persones amb berrugues genitals se'n contagiaran. Només en rares ocasions una dona embarassada transmetrà el virus al seu fill o filla durant el part i, en aquest supòsit, també en molt pocs casos el contacte amb el virus provocarà que el nadó presenti berrugues o condilomes. No és rar que els nens de mares que han tingut berrugues genitals durant la gestació desenvolupin una papil·lomatosi respiratòria recurrent d'inici juvenil. La infecció pel virus del papil·loma humà pot afectar qualsevol persona sexualment activa, encara que sol ser més freqüent en persones joves amb diverses parelles sexuals.

## Símptomes
Moltes persones no saben que estan infectades pel virus del papil·loma humà perquè no presenten cap lesió ni símptoma o perquè tenen lesions difícils de veure a primera vista, bé sigui a causa de la mida, bé de la localització (coll de l'úter, uretra, etc.). D'altra banda, de vegades passen diversos mesos entre el moment del contagi pel virus i l'aparició de les berrugues genitals.
Les berrugues genitals o condilomes són generalment lesions aspres, indolores, de color carn, grisós o blanc rosat. Tot i no provocar dolor, quan s'irriten poden causar picor i fins i tot sagnar una mica. Poden tenir diferents mides, ser planes o tenir forma de coliflor, i també presentar-se com a lesions úniques o estar agrupades.
En la dona, poden aparèixer a la vulva, al coll de l'úter o matriu, al meat urinari i a l'interior de la vagina. En l'home, a la punta i a la pell del penis, a l'escrot i a la uretra. Tant en un cas com en l'altre, és possible l'aparició de les berrugues genitals al voltant de l'anus, al recte i a les cuixes. Encara que no amb tanta freqüència, també podem trobar berrugues genitals fora de l'àrea genital, com ara la boca, els mugrons, les aixelles, la gola els llavis
En les persones que tenen alguna malaltia o problema de salut que els afecti el sistema immunitari (com ara les VIH positives) i també en les dones embarassades, les berrugues genitals poden tenir una mida més gran o ser més nombroses. Els condilomes acuminats gegants tenen un tractament dificultós, en algun cas arriben a tenir tretze centímetres de grandària i reben el nom de tumors de Buschke-Löwenstein. Rarament, els tumors de Buschke-Löwenstein creixen a la uretra i provoquen la seva estenosi i una disúria crònica greu.

## Diagnòstic
En la majoria de casos, el diagnòstic dels condilomes es fa mitjançant una anamnesi completa, juntament amb l'exploració física de les lesions a l'àrea genital i anal. El metge o la metgessa realitza un examen de la pell al voltant de l'anus i els genitals, i en les dones també un examen vaginal i de cèrvix durant la revisió ginecològica. També pot fer-se l'avaluació de berrugues intraanals per anuscòpia. Algunes vegades pot ser necessari prendre una mostra del teixit afectat per fer una biòpsia de pell i determinar el seu estat evolutiu o efectuar el diagnòstic diferencial amb altres MTS, com ara el condiloma pla (lesió de la sífilis secundària) o el mol·lusc contagiós.

## Tractament
No hi ha cura per al VPH, però hi ha mètodes per tractar les berrugues visibles, cosa que podria reduir la infectivitat; però no hi ha assaigs que demostrin que l'eliminació de les berrugues visibles comporti una reducció de la transmissió. Les berrugues genitals poden desaparèixer sense tractament o, per contra, créixer. No hi ha manera de predir si creixeran o desapareixeran.
Fàrmacs comercialitzats al mercat espanyol:
- Podofilotoxina (Wartec®).[36]
- Imiquimod (Aldara®).[37]
- Sinecatequina (Veregen®).[38]
- 5-fluorouracil crema 5% (FM).[39]

La crioteràpia aplicada a aquestes lesions acostuma a obtenir bons resultats, encara que no està exempta d'alguns efectes secundaris indesitjats. En certs casos el procediment terapèutic més segur i eficaç és l'ablació de les berrugues amb làser de diòxid de carboni.

## Vacunació
L'objectiu principal de les vacunes contra el virus del papil·loma humà és prevenir les lesions malignes en el tracte genital associades al virus, particularment del cèrvix o coll uterí. Amb aquesta finalitat s'utilitza una vacuna bivalent (Cervarix®) que protegeix contra els virus dels tipus 16 i 18, que causen set de cada deu càncers de cèrvix. Existeix una vacuna tetravalent que, a més, de protegir contra els tipus 16 i 18, ho fa contra els tipus 6 i 11, causants de nou de cada deu berrugues genitals.
Per tant, a més de complir amb el principal objectiu, l'ús d'aquesta vacuna tetravalent ajuda a disminuir significativament el nombre de nous casos de condilomes acuminats tant en homes com en dones.

## Prevenció
Tota persona sexualment activa pot estar en risc d'infectar-se amb el virus del papil·loma humà. La utilització correcta i regular del preservatiu en les pràctiques sexuals (vaginals, anals o orals) pot reduir el risc de contraure i de transmetre la infecció per aquest virus. No obstant això, cal tenir en compte que aquelles zones que no es poden cobrir amb el condó, restaran desprotegides (per exemple, l'escrot o la vulva).
Quan una persona té condilomes, és important que ho faci saber a la seva parella o parelles sexuals, tant per decidir quines mesures de protecció cal adoptar en les seves relacions sexuals com per la conveniència que l'altra persona sigui avaluada per un professional sanitari i rebi el tractament adequat si escau.
És especialment important que les dones, especialment amb parelles que tenen o han tingut condilomes, segueixin la pauta dels controls periòdics (prova de Papanicolau o citologia cervicovaginal) per detectar com més aviat millor una possible infecció pel virus del papil·loma humà.